# Tevragh Zeina
Tevragh Zeina este o comună din Nouakchott, Mauritania, cu o populație de 48.093 locuitori.